# تخطيط حركي
في علمي النفس والعصبية، التخطيط الحركي هو مجموعة من العمليات المتعلقة بإعداد الحركة التي تحدث أثناء رد الفعل المنعكس (الوقت الذي هو بين إعداد حافز إلى شخص وبدء ذلك الشخص في الاستجابة للحركة).
بمعنى أن المصطلح ينطبق على أية عملية متضمنة في إعداد حركة خلال زمن الاستجابة، بما في ذلك العمليات المتعلقة بالإدراك والعمل. على سبيل المثال، يُعرَف الحافز ذي الصلة بالمهمة من خلال المعنى المعتاد لمصطلح «التخطيط الحركي»، ولكن عملية التعرف هذه ليست مرتبطة بالحركية على نحوٍ دقيق.
أُقتُرِح في عام 2015 تعريفًا أضيف ليشتمل فقط على العمليات المتعلقة بالحركة.